# Tabora szuharbújó
A Tabora szuharbújó (Cisticola angusticauda) a madarak osztályának verébalakúak (Passeriformes) rendjébe azon belül pedig a szuharbújófélék családjába tartozó faj.

## Rendszerezése
A fajt Anton Reichenow német ornitológus írta le 1891-ben.

## Előfordulása
Afrikában, Angola, Kenya, a Kongói Demokratikus Köztársaság, Ruanda, Tanzánia, Uganda és Zambia területeken honos. Természetes élőhelyei a szubtrópusi vagy trópusi száraz szavannák. Állandó, nem vonuló faj.

## Megjelenése
Testhossza 11 centiméter.

## Életmódja
A bokrokban és a földön keresi rovarokból álló táplálékát.

## Természetvédelmi helyzete
Az elterjedési területe rendkívül nagy, egyedszáma pedig stabil. A Természetvédelmi Világszövetség Vörös listáján nem fenyegetett fajként szerepel.